# Spikbergstjärnarna
Spikbergstjärnarna är varandra näraliggande sjöar i Bodens kommun i Norrbotten som ingår i Luleälvens huvudavrinningsområde.
- Spikbergstjärnarna (Edefors socken, Norrbotten, 736053-171944), sjö i Bodens kommun, 66°16′00″N 20°41′34″Ö / 66.2668°N 20.6929°Ö
- Spikbergstjärnarna (Edefors socken, Norrbotten, 736073-171943), sjö i Bodens kommun, 66°16′07″N 20°41′35″Ö / 66.2686°N 20.693°Ö